# Reinhard Gruber
Reinhard Gruber (* 23. Juni 1977 in Brixen) ist ein ehemaliger italienischer Naturbahnrodler. Er wurde jeweils einmal Welt- und Europameister im Einsitzer und gewann mit sechs Siegen in Weltcuprennen zweimal den Gesamtweltcup. Gruber lebt in der Klausner Fraktion Verdings.

## Karriere
Gruber nahm ab 1993 an den Junioreneuropameisterschaften teil. Während er 1993 nicht ins Ziel kam, erreichte er 1994 in Längenfeld den fünften Platz und gewann 1995 in Fénis sowie 1996 in Szczyrk die Silbermedaille im Einsitzer. Im Jahr 1997 gewann er bei der ersten Juniorenweltmeisterschaft die Goldmedaille im Einsitzer. Im selben Jahr schaffte er auch den Durchbruch in der Allgemeinen Klasse, als er in Moos in Passeier Europameister im Einsitzer wurde. Ein Jahr später wurde er in Rautavaara auch Weltmeister im Einsitzer.
Im Weltcup gelangen Gruber in der Saison 1996/1997 mit einem zweiten und einem dritten Platz in Toblach die ersten Podestplätze. Im Gesamtweltcup erzielte er damit punktegleich mit dem Österreicher Gerhard Pilz den sechsten Rang. In der Saison 1997/1998 sicherte sich Gruber mit drei Siegen in Kronplatz, Oberperfuss und Železniki und einem zweiten Platz in Mölten zum ersten Mal den Sieg im Gesamtweltcup. Diesen Erfolg konnte er in der Saison 1998/1999 mit zwei Siegen in Tiers und Aurach sowie zwei zweiten und einem dritten Platz wiederholen. Gruber gewann die Gesamtwertung vor seinem punktegleichen Landsmann Anton Blasbichler, der ebenfalls zwei Siege, zwei zweite und einen dritten Platz erzielte, dank seines besseren Streichresultates (fünfter Platz im ersten Saisonrennen gegenüber einem siebenten Platz von Blasbichler).
In der Saison 1999/2000 bestritt Gruber nur zwei Weltcuprennen, weshalb er auf den 21. Gesamtrang zurückfiel. Am 14. Januar 2001 feierte er in Lüsen seinen sechsten und letzten Weltcupsieg, nachdem er eine Woche zuvor, zeitgleich mit dem Österreicher Ferdinand Hirzegger, den dritten Platz beim Weltcup in Unterammergau erzielt hatte. Im Gesamtweltcup erreichte er in der Saison 2000/2001 mit weiteren zwei Top-10-Resultaten den sechsten Platz. In der Saison 2001/2002 bestritt er seine letzten beiden Weltcuprennen, kam dabei aber nicht mehr unter die besten zehn.
Bei internationalen Titelkämpfen gewann Gruber nach seinen Siegen in den Jahren 1997 und 1998 keine weiteren Medaillen. Bei der Europameisterschaft 1999 in Szczyrk startete er nicht, bei der Weltmeisterschaft 2000 in Olang wurde er Vierter und ein Jahr später bei der Weltmeisterschaft 2001 in Stein an der Enns Neunter. Bei seiner letzten Medaillenentscheidung, der Europameisterschaft 2002 in Frantschach-Sankt Gertraud, fuhr er auf Platz zwölf.

## Sportliche Erfolge

### Weltmeisterschaften
- Oberperfuss 1996: 6. Einsitzer
- Rautavaara 1998: 1. Einsitzer
- Olang 2000: 4. Einsitzer
- Stein an der Enns 2001: 9. Einsitzer

### Europameisterschaften
- Moos in Passeier 1997: 1. Einsitzer
- Frantschach 2002: 12. Einsitzer

### Juniorenweltmeisterschaften
- Aosta 1997: 1. Einsitzer

### Junioreneuropameisterschaften
- Längenfeld 1994: 5. Einsitzer
- Fénis 1995: 2. Einsitzer
- Szczyrk 1996: 2. Einsitzer

### Weltcup
- Zweimaliger Gesamtsieg im Einsitzer-Weltcup in den Saisonen 1997/1998 und 1998/1999
- 13 Podestplätze, davon 6 Siege:

| Datum           | Ort         | Land       | Disziplin |
| --------------- | ----------- | ---------- | --------- |
| 18. Januar 1998 | Kronplatz   | Italien    | Einsitzer |
| 23. Januar 1998 | Oberperfuss | Österreich | Einsitzer |
| 8. Februar 1998 | Železniki   | Slowenien  | Einsitzer |
| 6. Januar 1999  | Tiers       | Italien    | Einsitzer |
| 7. Februar 1999 | Aurach      | Österreich | Einsitzer |
| 14. Januar 2001 | Lüsen       | Italien    | Einsitzer |

### Italienische Meisterschaften
- Italienischer Meister im Einsitzer 2001[1]